# Newzealandia wharekaurensis
Newzealandia wharekaurensis är en plattmaskart som först beskrevs av Arthur Dendy 1901.  Newzealandia wharekaurensis ingår i släktet Newzealandia och familjen Geoplanidae. Inga underarter finns listade i Catalogue of Life.